# Beinette
Beinette é uma comuna italiana da região do Piemonte, província de Cuneo, com cerca de 2.719 habitantes. Estende-se por uma área de 17 km², tendo uma densidade populacional de 160 hab/km². Faz fronteira com Chiusa di Pesio, Cuneo, Margarita, Morozzo, Peveragno.

## Demografia
| Variação demográfica do município entre 1861 e 2011                               |
|                                                                                   |
| Fonte: Istituto Nazionale di Statistica (ISTAT) - Elaboração gráfica da Wikipedia |